# Egzekucja (powieść Remigiusza Mroza)
Egzekucja – polski thriller prawniczy autorstwa Remigiusza Mroza.  Powieść jest czternastą częścią serii o adwokat Joannie Chyłce i Kordianie Oryńskim. Została wydana nakładem wydawnictwa Czwarta Strona 15 września 2021 roku.

## Fabuła
Do Chyłki zgłasza się policjant Szczerbiński z prośbą o pomoc prawną. Mężczyzna zastrzelił młodego chłopaka i twierdzi, że był to odruch i obrona przed atakiem.

## Odbiór
Powieść zdobyła średnią ocenę 7.3/10 na portalu Lubimy Czytać, przy 4560 ocenach. Użytkownicy strony napisali ponad 400 opinii o książce.